# Fabien Cool
Fabien Cool (L'Isle-Adam, 29 agosto 1972) è un ex calciatore francese, di ruolo portiere.

## Carriera
È il primatista di presenze in Europa con la divisa dell'Auxerre (68).
Si è ritirato il 19 maggio 2007.

## Palmarès

### Club

#### Competizioni nazionali
- Campionato francese: 1

Auxerre: 1995-1996
- Coppa di Francia: 4

Auxerre: 1993-1994, 1995-1996, 2002-2003, 2004-2005

#### Competizioni internazionali
- Coppa Intertoto UEFA: 1

Auxerre: 1997